# Clown Ferdinand

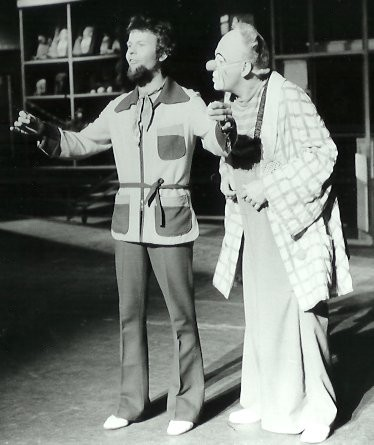
Clown Ferdinand (rechts) mit dem „Zauberpeter“ (Peter Kersten) im alten Friedrichstadt-Palast

Clown Ferdinand war eine Kunstfigur, die durch den tschechischen Schauspieler Jiří Vršťala verkörpert wurde. Clown Ferdinand, 1966 auch als Buch erschienen, war der Beginn der Zusammenarbeit des Autors Ota Hofman mit dem Regisseur Jindřich Polák.

## Geschichte
Vršťala hatte die Figur zusammen mit Jindřich Polák erfunden. Der beliebte Clown produzierte Filme und Schallplatten und trat auf Bühnen auf. Seine Kinderrevuen im alten Friedrichstadt-Palast in Berlin waren stets ausverkauft. Hier begann auch Peter Kersten als „Zauberpeter“ an der Seite von Clown Ferdinand seine Karriere.
Clown Ferdinand wurde ursprünglich 1956 für eine Serie des DDR-Fernsehens erfunden; 1963 wurde ein Spielfilm produziert. In den 1970er und 1980er Jahren entstanden weitere Filme für das Fernsehen der DDR ohne die Mithilfe von Jindřich Polák. Einige dieser Produktionen liefen auch im westdeutschen WDR.
Die Markenzeichen des Clowns Ferdinand sind seine große Sonnenblume auf der linken Mantelseite und sein selbstgebauter Wohnwagen – neben seiner clownstypischen hohen und kahlen Stirn, den feuerroten aufragenden Haaren, dem schwarz-weiß bemalten Gesicht, der roten runden Gumminase, dem buntkarierten Mantel, dem rot-gelb-quergestreiften T-Shirt, der weiten Hose, den riesigen tiefen Manteltaschen und dem noch riesigeren Taschentuch.
Clown Ferdinand verbindet Märchen- und Phantasiemotive, die im Alltag der Kinder aktiv auftreten. Mit seinem Wohnwagen zieht er, begleitet von Papagei Robert, durch die Welt und lernt diese kennen. Aufgrund seiner Tollpatschigkeit richtet er dabei meistens ein großes Chaos an. Einmal fliegt er sogar mit einer Rakete ins Weltall.

## Filme
- Šest estrád s Klaunem Ferdinandem (5-teilige Fernsehserie des Tschechoslowakischen Fernsehens ČST, 1956)
- Clown Ferdinand im Zauberland (Bühnenstück, Friedrichstadt-Palast Berlin, DDR, 1957) – Regie: Pitt Albrecht & Gottfried Herrmann
- Ferienreise mit Clown Ferdinand (Bühnenstück, Friedrichstadt-Palast Berlin, DDR, 1958) – Regie: Pitt Albrecht & Gottfried Herrmann
- Clown Ferdinand geht durch die Stadt (DFF, DDR/ČST, ČSSR, 1959) – Regie: Jindřich Polák
- Clown Ferdinand fährt zum Deutschen Fernsehfunk (DFF/ČST, 1960) – Regie: Jindřich Polák
- Clown Ferdinand bäckt eine Torte (DFF, 1959) – Regie: Jindřich Polák
- Clown Ferdinand fährt ans Meer (DFF/ČST, 1959) – Regie: Jindřich Polák
- Clown Ferdinand räumt auf (DFF, 1959) – Regie: Jindřich Polák
- Clown Ferdinand will schlafen (DFF, 1963) – Regie: Jindřich Polák
- Clown Ferdinand und die Chemie (DFF, 1963) – Regie: Jindřich Polák
- Clown Ferdinand und die Rakete (Klaun Ferdinand a raketa) (ČST, 1963) – Regie: Jindřich Polák
- Clown Ferdinand und der Koffer (DFF, 1963) – Regie: Jindřich Polák
- Clown Ferdinands wundersame Abenteuer (DDR, 1964) – Kompilationsfilm aus Clown Ferdinand und der Koffer, Clown Ferdinand und die Chemie und Clown Ferdinand fährt zum Deutschen Fernsehfunk für die Kinos der DDR
- Der verschwundene Drachen (DDR/ČSSR, 1964) – Kompilationsfilm aus Clown Ferdinand geht durch die Stadt und Mit Clown Ferdinand am Meer
- Clown Ferdinand und die Prinzessin Schmutzfink (DFF, 1967) – Regie: Jindřich Polák
- Der Weihnachtsmann heißt Willi (DEFA, DDR, 1969) – Regie: Ingrid Reschke
- Clown Ferdinand (13-teilige pantomimische Fernsehserie des Fernsehens der DDR, 1973/74 von Hans-Jürgen Stock):
  - Ferdinand und das Hotel (ESD 25. Dezember 1973) – Regie: Trutz Meinl
  - Ferdinand und das Schloßgespenst (ESD 27. Dezember 1973) – Regie: Trutz Meinl
  - Ferdinand und der Fußball (ESD 28. Dezember 1973) – Regie: Trutz Meinl
  - Ferdinand und die wilden Tiere (ESD 1. Januar 1974) – Regie: Werner Kreiseler
  - Ferdinand und das Fahrrad (ESD 6. Januar 1974) – Regie: Werner Kreiseler
  - Ferdinand und die Geisterbahn (ESD 13. Januar 1974) – Regie: Werner Kreiseler
  - Ferdinand und die Winterfreuden (ESD 20. Januar 1974) – Regie: Werner Kreiseler
  - Ferdinand und der Briefkasten (ESD 21. Dezember 1974) – Regie: Trutz Meinl
  - Ferdinand und die Ferien (ESD 28. Dezember 1974) – Regie: Trutz Meinl
  - Ferdinand und die Indianer (ESD 30. Dezember 1974) – Regie: Trutz Meinl
  - Ferdinand und der Sportplatz (ESD 2. Januar 1975) – Regie: Trutz Meinl
  - Ferdinand und das Wochenende (ESD 3. Januar 1975) – Regie: Werner Kreiseler
  - Ferdinand und die Schule (ESD 4. Januar 1975) – Regie: Trutz Meinl
- Clown Ferdinand – was nun? (Fernsehen der DDR, 1978) – Regie: Wolfgang E. Struck
- Clown Ferdinand rettet die Sonne (Fernsehen der DDR, 1979) – Regie: Volkmar Neumann
- Clown Ferdinand wird Vater (Fernsehen der DDR, 1980) – Regie: Volkmar Neumann
- Clown Ferdinand sucht den Regenbogen (Fernsehen der DDR, 1981) – Regie: Volkmar Neumann
- Ferdinand im Reich der Töne (Fernsehen der DDR, 1983) – Regie: Detlef-Elken Kruber

## Hörspiele
- 1965: Jiří Ciřkl/Jindřich Polák: Ferdinands Zauberhäuschen – Regie: Theodor Popp (Kinderhörspiel – Litera)
- 1967: Andreas Bauer/Jiří Vršťala: Ein freier Tag mit Clown Ferdinand – Regie: Jiří Vršťala (Kinderhörspiel – Litera)
- 1970: Jiří Vršťala: Ferdinand, paß auf! – Regie: Jiří Vršťala (Kinderhörspiel – Litera)